# Телефон (стихотворение)
«Телефон» — детская сказка в стихах Корнея Чуковского, одно из наиболее знаменитых детских сочинений автора. Написана в 1924 году. Впервые опубликована в 1926 году.

## Сюжет
Главный персонаж сказки — рассказчик (по одной из версий, рассказчиком является сам автор, по другой — доктор Айболит). У него есть телефон, по которому звонят разные животные. И каждый звонящий просит что-то прислать, кого-то позвать или что-то сделать.
И такая дребедень

Целый день:

<…>

То тюлень позвонит, то олень.

От постоянных звонков рассказчик «три ночи не спал» и очень устал. Но едва он прилёг, чтобы отдохнуть, как ему позвонил носорог, который сообщил, что бегемот провалился в болото — и утонет, если помощь не подоспеет вовремя. Рассказчик отправляется принимать участие в спасательной операции. И подытоживает:
Ох, нелёгкая это работа —

Из болота тащить бегемота!

## История создания и публикации
Впервые произведение издано отдельной книгой в 1926 году издательством «Радуга» с иллюстрациями Константина Рудакова, в дальнейшем получив четыре переиздания. В 1928 и 1930 годах вышло шестое и седьмое переиздание книги, для которых Рудаков переработал иллюстрации «переодев персонажей в "советскую" одежду». Следующее издание вышло в 1934 году с рисунками Владимира Конашевича, постоянного иллюстратора сказок Корнея Чуковского. Переиздания книги с иллюстрациями Конашевича продолжались до смерти художника, при этом автор постоянно перерабатывал свои рисунки. В дальнейшем книга издавалась с иллюстрациями известных советских иллюстраторов В. Андриевича, В. Сутеева и многих других. Сказка выдержала множество переизданий, как отдельной книгой, так и в составе сборников и собраний сочинений, в том числе «пиратских». 

## Критика
В период борьбы с «чуковщиной», не смотря на успех у читателей, сказка подверглась критике за прославление «мещанского» быта, «малосодержательный» сюжет и «игру с рифмами». 
Советский исследователь творчества Корнея Чуковского Мирон Петровский, в своей книге 1962 года, так же обращая внимание на отсутствие «сюжета и сквозного действия», отмечал большой успех «Телефона» у читателей, объясняя этом тем, что сказка является «игрой в чистом виде» и сравнивая её с игрой в «испорченный телефон». 
Признана классикой детской литературы и сохраняет популярность в XXI веке. Многие цитаты из стихотворения стали крылатыми.

## Экранизации
- Телефон — мультфильм 1944 года.

- «Доктор Айболит» — в мультфильме использованы элементы сюжета.